# Mihai Viteazu
Mihai Viteazu hoặc gọi là Mihai Bravu (sinh ngày 1558 – 9 tháng 8 năm 1601) Hoàng tử Moldavia (1600) và nhà cai trị thực tế của Transylvania (1599 – 1600). Ông được coi là một trong những anh hùng dân tộc vĩ đại nhất của România, và ông được lịch sử România xem là tác giả đầu tiên của sự thống nhất România.
Sự cai trị của ông đối với Wallachia bắt đầu vào mùa thu năm 1593. Hai năm sau, chiến tranh với Ottoman bắt đầu, một cuộc xung đột trong đó Hoàng tử đã chiến đấu trong Trận chiến Călugăreni, được coi là một trong những trận chiến quan trọng nhất trong triều đại của ông. Mặc dù người Wallachian nổi lên chiến thắng từ trận chiến, Michael buộc phải rút lui cùng với quân đội của mình và chờ viện trợ từ các đồng minh của mình, Hoàng tử Sigismund Báthory của Transylvania và Hoàng đế La Mã thần thánh Rudolf II. Chiến tranh tiếp tục cho đến khi một nền hòa bình cuối cùng xuất hiện vào tháng 1 năm 1597, nhưng điều này chỉ kéo dài trong một năm rưỡi. Hòa bình một lần nữa đạt được vào cuối năm 1599, khi Michael không thể tiếp tục chiến tranh do thiếu sự hỗ trợ từ các đồng minh.
Năm 1599, Michael chiến thắng Trận Șelimbăr và sớm gia nhập Alba Iulia, trở thành thống đốc đế quốc (tức là nhà cai trị thực tế) của Transylvania. Vài tháng sau, quân đội của Michael xâm chiếm Moldavia và đến thủ đô của nó, Iaşi. Nhà lãnh đạo Moldavia Ieremia Movilă trốn sang Ba Lan và Michael được tuyên bố là Hoàng tử của Moldavia. Michael giữ quyền kiểm soát cả ba tỉnh trong vòng chưa đầy một năm trước khi các quý tộc Transylvania và một số chàng trai nhất định ở Moldavia và Wallachia chống lại anh ta trong một loạt các cuộc nổi dậy. Sau đó, Michael đồng minh với Imperial chung Giorgio Bastavà đánh bại một cuộc nổi dậy của giới quý tộc Hungary tại Gurăslău ở Transylvania. Ngay sau chiến thắng này, Rudolf đã ra lệnh ám sát Michael, một hành động được thực hiện vào ngày 9 tháng 8 năm 1601 bởi những người của Basta.

## Đầu đời
Michael được sinh ra dưới tên gia đình của Pătraşcu. Năm 1601, trong thời gian ở Prague, ông được họa sĩ Aegidius Sadeler miêu tả, người đã đề cập trên bức chân dung dòng chữ aetatis XLIII ("vào năm thứ 43 của cuộc đời"), cho biết năm 1558 là năm sinh của Michael. Người ta biết rất ít về thời thơ ấu và những năm đầu khi trưởng thành. Ông được hầu hết các nhà sử học cho rằng là con trai ngoài giá thú của Hoàng tử Wallachian Pătraşcu cel Bun, (Pătrașcu the Good) của chi nhánh Drăculeşti của Nhà Basarab, trong khi những người khác tin rằng ông chỉ phát minh ra dòng dõi của mình để biện minh cho mình quy tắc. Mẹ anh là Theodora Kantakouzene, một thành viên của Kantakouzenoi, một gia đình quý tộc có mặt ở Wallachia và Moldavia, và được cho là hậu duệ của Hoàng đế Byzantine John VI Kantakouzenos.
Tăng chính trị Michael là khá ngoạn mục, khi ông trở thành Ban của Mehedinţi năm 1588, stolnic tại tòa án của Mihnea Turcitul vào cuối năm 1588, và Ban của Craiova năm 1593 - trong thời gian cai trị của Alexandru cel râu. Người sau đã thề trước 12 chàng trairằng anh ta không phải là người gốc hoàng tử. Tuy nhiên, vào tháng 5 năm 1593, cuộc xung đột đã nổ ra giữa Alexandru và Michael, người bị buộc phải chạy trốn đến Transylvania. Ông đi cùng với anh trai cùng cha khác mẹ của mình là Radu Florescu, Radu Buzescu và một số người ủng hộ khác. Sau hai tuần ở tòa án Sigismund Báthory, anh ta rời điConstantinople, với sự giúp đỡ của anh em họ Andronikos Kantakouzenos (con trai cả của Michael "eytanoğlu" Kantakouzenos) và Thượng phụ Jeremiah II, ông đã thương lượng sự ủng hộ của Ottoman cho việc lên ngôi vua Wallachian. Ông được đại sứ Anh tại thủ đô Edward Barton của Ottoman hỗ trợ và được hỗ trợ bởi khoản vay 200.000 florin. Michael được Sultan Murad III đầu tư vào tháng 9 năm 1593 và bắt đầu cai trị hiệu quả vào ngày 11 tháng 10. Ông bị coi là kẻ phản bội vì ông đã bị buộc phải mua danh hiệu của Domnitor (người cai trị).